# La Mémoire du thé
La Mémoire du thé (titre original : The Tea Girl of Hummingbird Lane, littéralement « La fille au thé d'Hummingbird Lane ») est un roman de Lisa See, publié en 2017 aux éditions Scribner, et parut en France aux éditions Flammarion en 2018. 

## Présentation
En 1988, la tribu des Akha est établie sur le mont Nannuo, dans le Yunnan (Chine) et vit de la récolte du thé. Li-yan est une jeune Akha, première de sa famille à savoir lire et écrire. En grandissant, elle rejette les traditions de son village; mais elle doit faire face à une grossesse non désirée et est contrainte de quitter sa tribu. 

## Résumé

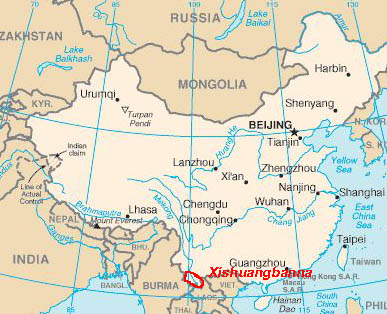
Préfecture du Xishuangbanna, dans le Yunnan.

Li-yan est une jeune fille de la tribu akha, vivant sur le mont Nannuo (préfecture du Xhishuangbanna) dans le village de la Source de printemps. Sa famille et le reste du village vit de la récolte du thé, précisément du pu'er. Au commencement du roman, Li-yan rencontre un jeune garçon, Akha lui aussi, du nom de San-pa. 
Durant son enfance, Li-yan et sa famille rencontrent Monsieur Huang et son fils Xian-rong, venus acheter le pu'er des arbres de la Source de printemps. Li-yan et sa mère possèdent un terrain caché où poussent de très vieux arbres à thé, dont So-sa, la mère de Li-yan, tire des mixtures pour guérir toutes sortes de maladies, en tant que sage-femme du village. 
Devenue adolescente, Li-yan accompagne sa mère à un accouchement. La mère accouche de jumeaux et le verdict tombe : les jumeaux étant considérés comme des « rejets humains » (car selon la loi akha, seuls les animaux font des portées), il faut les tuer et bannir les parents. Profondément choquée, Li-yan commence à rejeter les traditions de sa tribu. Lorsqu'elle entrevoit un départ possible grâce à ses études, la jeune fille imagine des projets avec San-pa. Celui-ci décide de partir travailler en Thaïlande afin de gagner de l'argent pour leur futur commun.
Durant le séjour de San-pa, Li-yan se rend compte qu'elle est enceinte de ce dernier. En l’absence de père, le bébé sera également un « rejet humain » car né hors-mariage. Pour échapper à la loi akha et avec l'aide de sa mère, Li-yan abandonne l'enfant, une fille, sur les marches d'un orphelinat, lui laissant une galette de thé. Lorsque San-pa revient, Li-yan et lui se marient et se rendent à l'orphelinat pour récupérer le bébé. Ils apprennent alors que l'enfant a été adoptée en Amérique. Brisée, Li-yan suit San-pa en Thaïlande. 
Installés en Thaïlande, Li-yan se rend compte que son mari est accro à l'opium. Coincée dans une vie qui ne lui convient pas, elle décide de fuir. Dans la forêt, San-pa la rattrape, et donne sa vie pour la protéger d'un tigre. Après l'avoir enterré, Li-yan rentre à la Source de printemps. Mais après ce qu'il s'est passé, elle ne peut y rester. Elle part donc vivre à Kunming, où elle s'inscrit à l’École du thé Pu'er, puis à Guangzhou (aussi appelé Canton) où elle ouvre une boutique de thé.
Li-yan fait la rencontre de Jin, un riche industriel avec qui elle se marie. Ils partent en Amérique pour leur lune de miel à Los Angeles, où ils décident d'acheter une maison. Li-yan développe également sa boutique et commence à vendre le pu'er cultivé à la Source de printemps. 

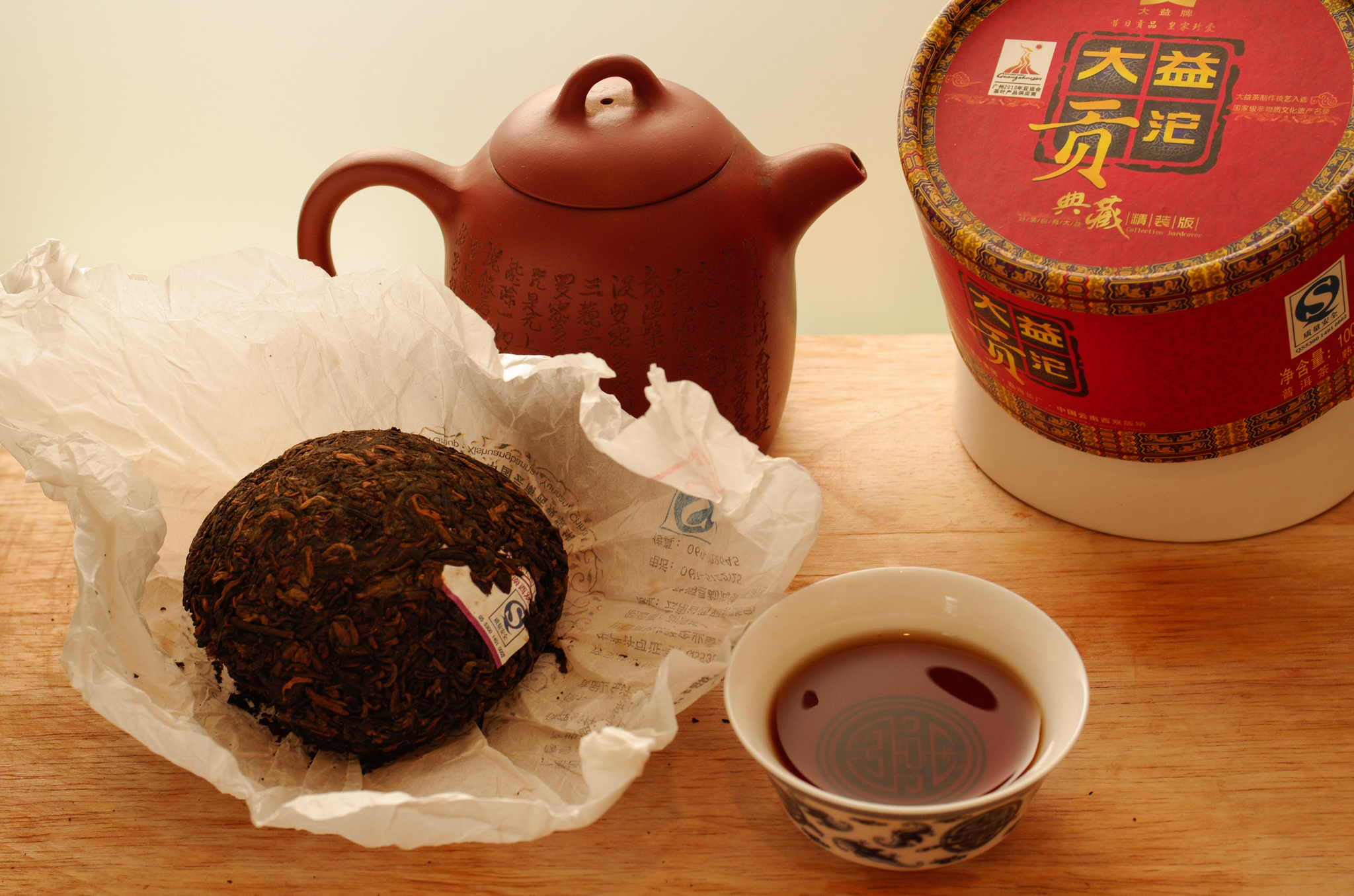
Galette de thé Pu'er.

Dans un même temps, Hayley, jeune Chinoise adoptée de parents américains et vivant près de Los Angeles, recherche sa mère, dont son seul souvenir est une galette de thé. A l'occasion de la World Tea Expo, elle rencontre un jeune homme, Sean, qui lui propose de partir en Chine avec lui afin de l'aider dans l'étude qu'Hayley prépare sur le thé, et notamment les bienfaits du thé pu'er. 
De son côté, Li-yan tombe enceinte de Jin. À sa naissance, leur fils est prénommé Jin-ba, ou Paul lorsqu'il est en Amérique. La famille partage sa vie entre Los Angeles et la Chine, où Li-yan continue de se rendre pour la récolte du thé.
Sean et Hayley se rendent dans le Yunnan à l'occasion de la récolte du thé. Passant de village en village, Hayley en profite pour montrer sa galette de thé aux habitants, dans l'espoir d'obtenir des informations sur sa mère. Arrivés à la Source de printemps, Hayley fait la rencontre de So-sa et de son petit-fils Jin-ba, que Sean connait depuis l'enfance, puisque ce dernier n'est autre que Xian-Rong. Â la vue de la galette, So-sa oblige Hayley à la suivre dans les montagnes, où Hayley commence à reconnaitre les dessins de paysage dessinés sur sa galette de thé. Arrivées sur un terrain qui semble privé, Hayley aperçoit une femme récolter du thé sur un arbre : il s'agit de Li-yan, sa mère.

## Écriture du roman
Pour écrire ce roman, Lisa See s'est rendue dans le Yunnan au moment de la récolte du thé afin d'effectuer ses recherches sur le sujet.